# Изгубљени Холанђанов рудник злата
Изгубљени Холанђанов рудник злата (енгл. Lost Dutchman's Gold Mine) је према легенди, рудник злата сакривен на југозападу САД. Верује се да се налази близу града Апачи Џанкшон у Аризони. Много је пута тражен и сваке године много људи долази тамо како би пробали да пронађу рудник. Много је људи умрло и нестало из непознатих разлога у потрази за рудником.
Рудник је добио име по немачком имигранту Јакобу Балтзу (1810. - 1891) који је наводно открио рудник у 19. веку и чувао је његову локацију цели живот. Овај рудник је можда најпознатији изгубљени рудник у америчкој историји.